# Будиштени (Бузау)
Будиштени (рум. Budișteni) насеље је у Румунији у округу Бузау у општини Костешти. Oпштина се налази на надморској висини од 77 m.

## Становништво
Према подацима из 2002. године у насељу је живело 529 становника, од којих су сви румунске националности.